# I've Ive
I've Ive è il primo album in studio del girl group sudcoreano Ive, pubblicato nel 2023.

## Tracce
1. Blue Blood – 2:47
2. I Am – 3:03
3. Kitsch – 3:15
4. Lips – 3:01
5. Heroine – 2:51
6. Mine – 3:10
7. Hypnosis (섬찟) – 2:26
8. Not Your Girl – 3:22
9. Next Page (궁금해) – 3:19
10. Cherish – 3:14
11. Shine with Me – 3:44